# Pogara de Sus
Pogara de Sus – wieś w Rumunii, w okręgu Caraș-Severin, w gminie Cornereva. W 2011 roku liczyła 217 mieszkańców. 